# Кумир (фильм, 2015)
«Идол» - также «Кумир» (араб. الآيدول‎) — палестинский драматический фильм, снятый Хани Абу-Ассадом. Мировая премьера ленты состоялась 11 сентября 2015 года на международном кинофестивале в Торонто.

## Сюжет
Идол рассказывает вымышленную версию жизни Мохаммеда Ассафа, свадебного певца из лагеря беженцев в Газе, который победил в конкурсе «Арабский кумир» 2013 года.
События фильма начинаются в 2005 году в Газе. Мохаммед-маленький ребёнок, играет в группе вместе со своей сестрой-сорванцом Нур и двумя друзьями. Признавая возможности, которые может предложить невероятный голос Мохаммеда, они решили стать настоящей группой и вскоре их приглашают играть на свадьбах. Однажды Нур падает во время выступления и, как выясняется, у неё почечная недостаточность. Ей необходимо проходить еженедельный диализ или требуется пересадка почки, платная для её семьи. Поскольку трансплантация слишком дорогая, Мохаммед ставит перед собой цель собрать достаточно денег, чтобы оплатить её. Он берёт уроки пения и во время сеансов диализа Нур, подружился с девушкой по имени Амаль, также страдающей болезнью почек. Несмотря на лечение, Нур умирает, а Мохаммед остаётся разочарованным и подавленным.
Семь лет спустя, в 2012 году, Мохаммед выступает с группой для шоу "Палестинский кумир", но ограничения на поездки в Газу не позволяют ему фактически войти в студию в Рамаллахе и заставляет его выступать по скайпу. Плохое состояние электроснабжения в Газе повлияло на выступление, расстраивая Мохаммеда, который хочет бросить петь, пока он снова не встречает Амаль. Она вдохновляет его, и при поддержке своей семьи Мохаммед решает пройти прослушивание на конкурс «Арабский кумир». Пересечь границу из Сектора Газа в Египет, где будут проходить прослушивания, практически невозможно, Мохаммед попадает с поддельным паспортом на пограничном переходе в Рафиахе, но после исполнения религиозной песни пограничнику его пропускают, предупреждая, что ему возможно будет трудно когда-либо вернуться. В Каире Мохаммед обнаруживает, что прослушивания уже начались, заставляя его ворваться в здание, но все места заняты. Один молодой исполнитель предлагает Мохаммеду своё место, услышав, как он поёт в туалете. Мохаммед успешно прослушивается на шоу и вскоре получает пропуск в Бейрут для участия в главном конкурсе.
По мере продвижения шоу слава Мухаммеда растёт среди палестинцев, которые в восторге, что палестинец так хорошо выступает и завоевывает такое признание, поощряя палестинскую национальную гордость и вдохновляя надежду и оптимизм. От обрушившейся на него славы у Мохаммеда случается паническая атака прямо перед важной репетицией. При поддержке одного из судей и Амали (по телефону) Мохаммед собирается с духом и возвращается к выступлению. Фильм заканчивается переходом на реальные кадры Мохаммеда Ассафа, завоевавшего титул Арабского кумира, а затем кратким обзором жизни Ассафа после финала.

## В ролях
- Тауфик Бархом — Мохаммед Ассаф
- Кайс Аттала — молодой Мохаммед Ассаф
- Хиба Аттала — Нур
- Ахмад Касем — молодой Ахмад
- Абдель Карим Бараке — молодой Омар
- Тея Хусейн — молодая Амаль
- Дима Ававде — Амаль
- Ахмед Аль Рокх — Омар
- Сабер Шрейм — Ахмад
- Амер Хлехель — Камаль
- Маналь Авад — мать Мухаммеда
- Валид Абдель Салам — отец Мухаммеда
- Эяд Хурани — Али Кушк
- Ашраф Бархом — Хехлер
- Надин Лабаки — Шадия

## Признание
| Награды и номинации фильма «Идол» | Награды и номинации фильма «Идол»      | Награды и номинации фильма «Идол»  | Награды и номинации фильма «Идол» | Награды и номинации фильма «Идол» | Награды и номинации фильма «Идол» |
| Год                               | Кинопремия / Кинофестиваль             | Категория / Награда                | Номинант                          | Результат                         |                                   |
| --------------------------------- | -------------------------------------- | ---------------------------------- | --------------------------------- | --------------------------------- | --------------------------------- |
| 2015                              | Антальский международный кинофестиваль | «Золотой апельсин» за лучший фильм | «Идол»                            | Номинация                         |                                   |

## Производство
«Идол» был частично снят на месте в Газа, первый художественный фильм, который снимался там за последние десятилетия, наряду с Дженином, Амманом, Бейрутом и Каиром. «Идол» был выпущен совместно с Doha Film Institute и поддержкой Netherlands Film Fund.

## Дистрибуция
Adopt Films приобрёл все права в США на «The Idol».